# بخش مایوربانج
بخش مایوربانج (به انگلیسی: Mayurbhanj district) یک بخش در هند است که در اودیسا واقع شده‌است. بخش مایوربانج ۱۰٬۴۱۸ کیلومتر مربع مساحت دارد ۵۵۹٫۳۱ متر بالاتر از سطح دریا واقع شده‌است.